# ジャンピン・ザ・ブルーム
ジャンピン・ザ・ブルーム(jumping the broom)は、アフリカ系アメリカ人の使うフレーズで、婚礼の儀式に関連した習慣である。

## 起源
初期のアフリカ系アメリカ人のほうき(broom)の意味は、現在のガーナのある西アフリカの国々に起源を発する。大西洋間の奴隷交易の間、18世紀のガーナの大部分は、アサンティらによって支配されていた。アサンティの都市部と道路は、英国とオランダの貿易商によると、ほうきを使って著しく清潔に保たれていたという。これらと同じほうきは、中庭から宮殿、家を片付けるために、妻や奴隷にも使われた。アサンティと他のアカン文化におけるほうきは、精神的な価値を持ち、悪霊を避けたり不正を遠くに追いやったりする象徴として位置づけられた。これは、ほうきが結婚を祝うことに使われるところである。ほうきは、悪霊を避けるため、結婚するカップルの頭上で振られた。新婚のカップルは、多くの場合、儀式の終わりにほうきの上を跳び越えたものであった。婚礼の儀式においてほうきの上を跳び越えることは、キリスト教以前のヨーロッパ文化にでも一般的だった。その習慣は、キリスト教の導入から生き残り、南北戦争以前のアメリカ南部の黒人と白人の両方によって実践された。